# Nakamura Masao
Nakamura Masao (中村 正雄 Trung Thôn Chính Hùng), (sinh ngày 15 tháng 5 năm 1892 mất ngày 25 tháng 12 năm 1939), giữ chức Thiếu tướng trong Lục quân Đế quốc Nhật Bản, tham gia chiến tranh Trung-Nhật.

## Tiểu sử
Sinh ra ở tỉnh Ishikawa, Nakamura tốt nghiệp khóa 25 Trường Sĩ quan Lục quân (Đế quốc Nhật Bản) năm 1913 và khóa 32 trường Đại học Lục quân (Đế quốc Nhật Bản) năm 1920. Từ năm 1924- 1927, ông đến Pháp với vai trò tùy viên quân sự, và từ năm 1933- 1934, ông là sĩ quan thường trú tại Ý.
Từ năm 1936- 1938, Nakamura là tham mưu trưởng Sư đoàn 12 IJA. Năm 1939, ông được thăng chức Thiếu tướng, chỉ huy Lữ đoàn 21 Bộ binh IJA thuộc Sư đoàn 5 IJA, tham gia trận Nam Quảng Tây năm 1939. Trong trận đánh, lữ đoàn của ông bị phục kích và ông bị giết tại trận chiến đèo Côn Lôn. Ông được truy thăng Trung tướng.